# Allografo
In linguistica, un allografo (formazione moderna dal greco antico άλλος?, állos, "altro" e -γράφο, -grápho, "scrivo") è un particolare modo di realizzare un grafo. Con ciò si intendono due cose:
- un allografo è ciascun segno o combinazione di segni che trascrive un fono nel contesto di una data lingua (ad esempio, in italiano il fono [k] è trascritto con ⟨c⟩ o con il digramma ⟨ch⟩); si parla in questi casi di "allografi contestuali";
- un allografo è ogni diversa configurazione che una lettera può assumere, sia nella scrittura manuale sia nella stampa (ad esempio, scrivere in un cartello stradale ⟨Milano⟩ o ⟨milano⟩, usando cioè la maiuscola o la minuscola, rappresenta una diversa modalità di trascrizione senza rilievo semantico, così come la dimensione del carattere o la variante individuale, detta idiografema, cioè la realizzazione del singolo scrivente).

Il primo senso è il più rilevante e coinvolge ragioni storiche, l'etimologia, le convenzioni grafiche.